# Dahalokely
Dahalokely is een geslacht van vleesetende theropode dinosauriërs, behorend tot de Neoceratosauria, dat tijdens het late Krijt leefde in het gebied van het huidige Madagaskar. De enige benoemde soort is Dahalokely tokana.

## Vondst en naamgeving
In 2007 werd in het uiterste noorden van Madagaskar door Joseph Sertich onder leiding van Andrew Farke bij Ampandriambengy nabij Antsiranana een wervel van een theropode aangetroffen. In 2010 groeven Sertich en Liva Ratsimbaholison verdere delen van de wervelkolom op. De fossielen werden gestabiliseerd met de acrylaatdispersie Acrysol WS-24 en voor vervoer verpakt in gips. Het fossiel werd daarop in de Stony Brook University in de Verenigde Staten van Amerika mechanisch geprepareerd door het Stony Brook University Vertebrate Fossil Preparation Laboratory en geconserveerd met de kunsthars Paraloid B-72. Daarop werden beschadigingen gerepareerd met modelklei waarna het geheel werd geïsoleerd met Vinac B-15 zodat met siliconenrubber een mal kon worden gemaakt waarmee in een gekleurd polyester afgietsels konden worden vervaardigd. Eén daarvan wordt bewaard als referentie-exemplaar in het Raymond M. Alf Museum of Paleontology met als inventarisnummer RAM 16010. De medische apparatuur van het Stony Brook University Hospital werd ingezet om van verschillende wervels een CAT-scan te maken. Het originele fossiel is uiteindelijk teruggezonden naar Madagaskar en maakt daar deel uit van de collectie van de Universiteit van Antananarivo.
In 2013 werd de typesoort Dahalokely tokana door Farke en Sertich benoemd en beschreven. De geslachtsnaam is een combinatie van het Plateaumalagasi dahalo, "dief", en kely, "klein", een verwijzing naar het feit dat het om een vrij kleine roofsauriër gaat. De soortaanduiding betekent "eenzaam" een verwijzing naar de geïsoleerde positie van het subcontinent Madagaskar tijdens het Opper-Krijt. Het geslacht heeft in de ZooBank de Life Science Identifier 8147803A-D4BE-4BA9-9701-D853E
37DE411 en de soort de LSID AFAE32BB-123A-45D4-B931-4FF2A ABAF41C.

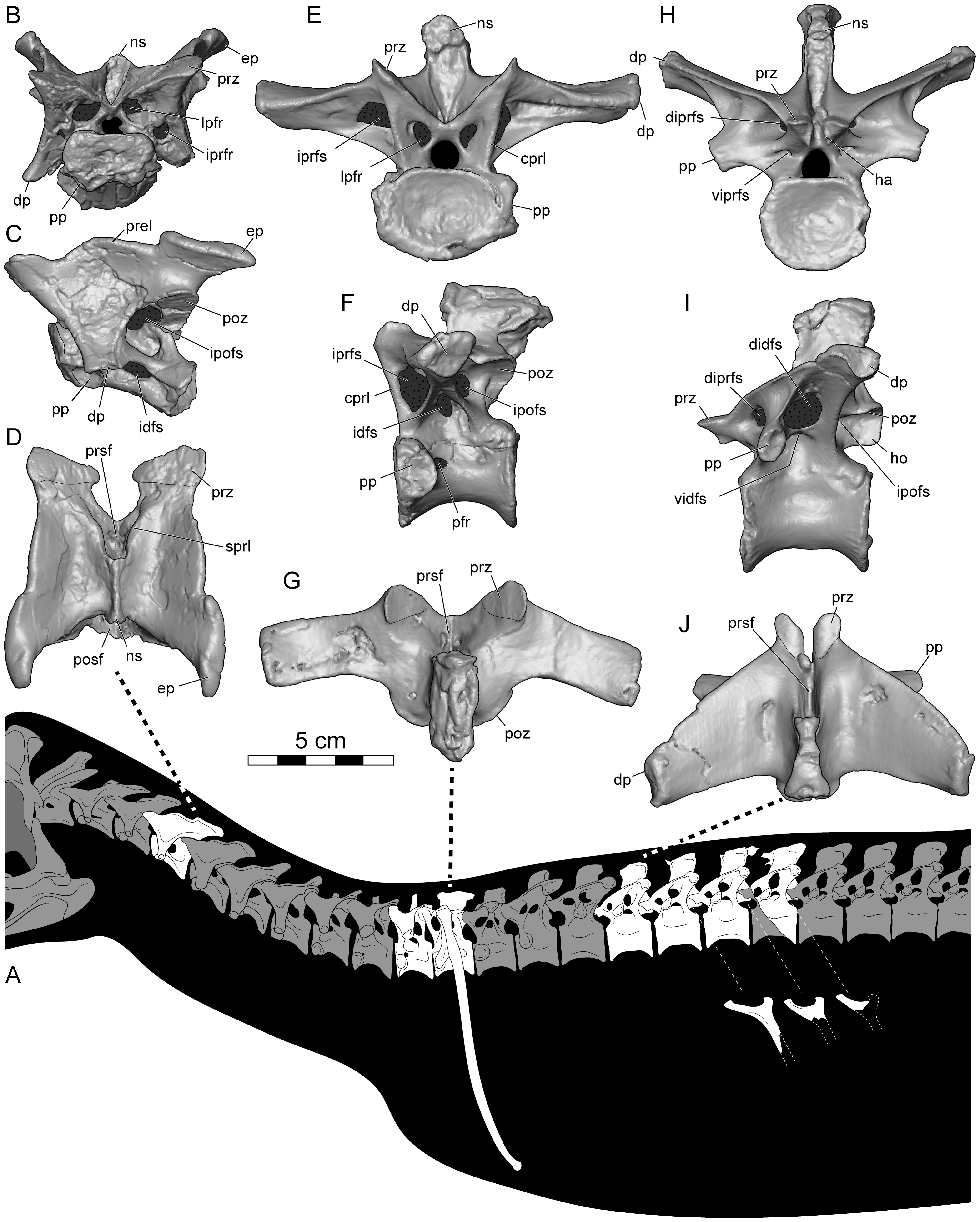
De gevonden skeletelementen aangegeven op een silhouet van Dahalokely met erboven voorbeelden van wervels uit de drie vertegenwoordigde sectoren van de wervelkolom

Het holotype, UA 9855, is gevonden in een laag van wat informeel de "Ambolafotsyformatie" genoemd wordt en die dateert uit het Turonien, ongeveer drieënnegentig miljoen jaar oud. Het bestaat uit de wervelkolom en enkele ribben. Bewaard zijn gebleven de vijfde halswervel, de eerste en tweede ruggenwervel, een reeks bestaande uit de zesde tot en met negende ruggenwervel, de tweede linkerrib, de ribkoppen van twee rechterribben, de uiteinden van twee ribben en verdere ribfragmenten. De elementen zijn niet in verband gevonden en hun identificatie is voorlopig. Ze lagen echter hoogstens een meter van elkaar zodat het waarschijnlijk is dat ze tot een enkel individu behoorden. Dit was vermoedelijk een jongvolwassen dier.

## Beschrijving

### Grootte en onderscheidende kenmerken
Dahalokely is een vrij kleine theropode met een geschatte lengte van rond de drieënhalve meter. Bij deze schatting werd er echter van uitgegaan dat het dier de vrij gedrongen proporties had van de Abelisauridae. In feite werd het in de Noasauridae geplaatst; een typisch noasauride bouw zou een geëxtrapoleerde lengte van 4,2 tot 5,6 meter hebben opgeleverd. De beschrijvers meenden echter uit de wervels te kunnen opmaken dat zo'n bouw niet aanwezig was.

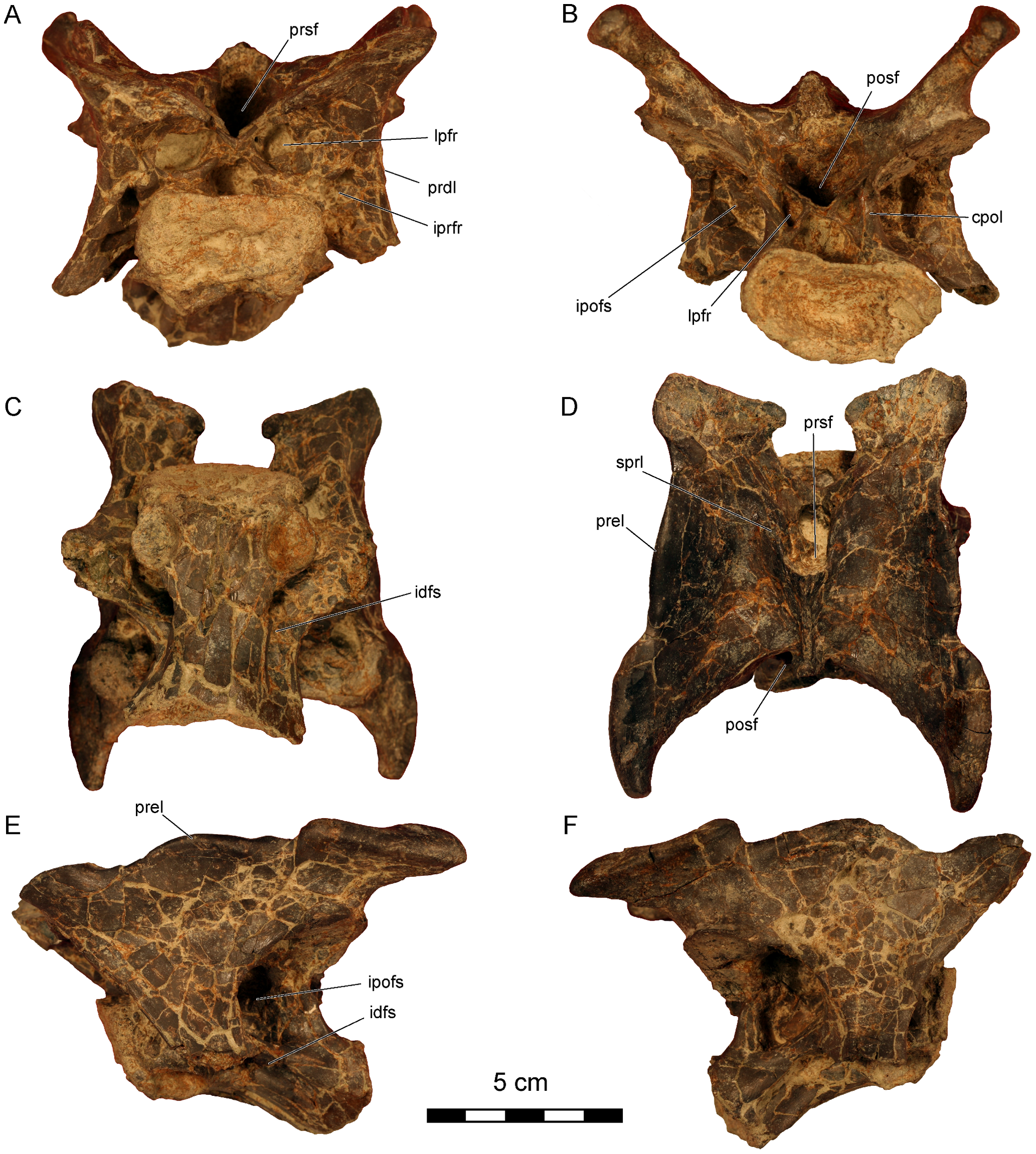
De, als enige bewaarde, vijfde halswervel

De beschrijvers wisten enkele onderscheidende kenmerken vast te stellen. De middelste halswervels hebben een richel lopen tussen het voorste gewrichtsuitsteeksel en de epipofyse die een opvallende bolling heeft op het midden van de lengte, welke bolling even lang is als het wervellichaam en van het voorste gewrichtsuitsteeksel vooraan en de epipofyse achteraan gescheiden wordt door opvallende inkepingen. Bij de eerste en tweede ruggenwervel staan de voorste gewrichtsuitsteeksels en de richels die van daaruit naar het wervellichaam lopen van bezijden bezien bijna verticaal op een lijn, waarbij de gewrichtsfacetten van de uitsteeksels en de voorkant van het wervellichaam in één vlak liggen. Bij de tweede ruggenwervel is het facet van de achterste gewrichtsuitsteeksels sterk uitgehold. Vanaf minstens de zesde ruggenwervel is de uitholling onder het voorste gewrichtsuitsteeksel verdeeld in twee openingen.

### Skelet
De wervels van Dahalokely zijn robuust gebouwd met krachtig ontwikkelde uitsteeksels en richels. Bij de halswervel, vermoedelijk de vijfde, heeft het wervellichaam een lengte van vijfenzestig millimeter. Dit wervelcentrum is sterk afgeplat en heeft een vrij vlakke voorkant en een sterk uitgeholde achterkant. De achterste beenplaat tussen het bovenste ribgewricht, de diapofyse, en het centrum raakt het wervellichaam op een derde van de lengte van de achterkant gemeten. Onder die plaat ligt de gebruikelijke uitholling met twee onder elkaar geplaatste foramina. In bovenaanzicht is de wervel vierkant in omtrek, een typisch abelisauride kenmerk. De epipofysen zijn sterk verlengd naar achteren. De voorrand van de epipofyse is bol maar vormt niet echt een apart uitsteeksel. De epipofyse gaat naar voren over in een plaat naar het voorste gewrichtsuitsteeksel, de prezygapofyse. De rand van deze plaat heeft in het midden over een groot deel van de lengte een unieke bolle sector die van de epipofyse en de prezygapofyse gescheiden wordt door inkepingen. De rand bolt zo dat in zijaanzicht het doornuitsteeksel aan het zicht onttrokken wordt. Dit is dan ook erg laag en heeft overdwars een driehoekige doorsnede. Het doornuitsteeksel heeft in de lengterichting gemeten een korte basis. Er voor ligt een diepe uitholling waarvan de zijranden van voor naar achter parallel lopen, niet naar elkaar toe zoals bij veel verwanten. De uitholling achter het doornuitsteeksel, die de wervel diep insnijdt, is enkelvoudig in plaats van dubbel. De randen van de sterk afhangende zijuitsteeksel buigen naar beneden toe bijna verticaal zodat ze aan het brede stompe uiteinde vrijwel parallel lopen. In vooraanzicht en achteraanzicht is te zien dat er grote tunnelvormige holten lopen tussen de basis van het zijuitsteeksel en de wervelboog, iets wat zich ook bij de voorste ruggenwervels voordoet. De verticale richel tussen de prezygapofyse en de diapofyse is opvallend recht. Alle gewrichtsuitsteeksels zijn overdwars verbreed; de voorste versmallen naar hun uiteinde toe sterker dan de achterste. De onderste ribgewrichten, de parapofysen, hebben een ronde doorsnede en zijn naar beneden en zijwaarts gericht.
Alle ruggenwervels zijn amficoel: met voor en achter uitgeholde wervellichamen die breder en langer zijn dan hoog. De voorste ruggenwervels zijn korter dan de achterste. De eerste wervel heeft een lengte van vierenveertig millimeter, wervel zeven en acht van vijfenvijftig millimeter. De onderzijden van de voorste ruggenwervels zijn niet gekield. De parapofysen zijn op ongeveer halve hoogte geplaatst, net onder de beennaad tussen het wervellichaam en de wervelboog. De doornuitsteeksels staan, tamelijk verticaal gericht, op de achterste helft van de wervel. Het doornuitsteeksel van de eerste wervel is van voor naar achter korter dan die van de tweede. Bij de tweede wervel zijn er op de bovenste achterzijde van het doornuitsteeksel verbeende pezen zichtbaar. De tweede wervel heeft een grote pneumatische opening direct achter de parapofyse; de eerste wervel heeft daar nog een tweede opening achter. De zijuitsteeksels staan horizontaal. Van boven bekeken gaat bij de tweede wervel het zijuitsteeksel geleidelijk over in het voorste gewrichtsuitsteeksel, zonder plotse verhoging. Bij de eerste wervel staan de facetten van zowel de voorste als achterste gewrichtsuitsteeksels onder een hoek van 45° omhoog. Bij de tweede wervel geldt dat alleen voor de voorste; de achterste staan horizontaal gericht. De voorste steken daarbij een stuk boven de achterste uit, voor zover bekend een uniek kenmerk binnen de Abelisauroidea. Toch is het niet formeel als een autapomorfie aangemerkt omdat bij veel soorten de toestand niet vast te stellen is. De facetten van de voorste gewrichtsuitsteeksels lopen naar onder toe continu over in de ondersteunende beenrichels, zonder een plots uitspringen bovenaan. Die richels raken het uitsteeksel van voren bekeken middenin, niet aan de binnenkant zoals bij Majungasaurus. De beenrichels lopen ook vrijwel verticaal en liggen dus in hetzelfde vlak als de facetten, wat de voorkant van de wervel een wat platgedrukt aanzien geeft. De tweede wervel heeft een beginnende hyposfeen, een achterste secundair gewrichtsuitsteeksel. De uithollingen onder de gewrichtsuitsteeksels en de diapofyse zijn opvallend diep.
Bij de achterste ruggenwervels zijn de wervellichamen niet gepneumatiseerd, rond in doorsnede, sterk ingesnoerd, ongeveer een vijfde langer dan breed, en hebben een lage kiel op de onderkant. Hun wervelbogen zijn extreem gepneumatiseerd waarbij de uitholling onder de diapofyse insnoerend in een bovenste en onderste deel verdeeld wordt door een achterste uitloper van de richel tussen de parapofyse en de diapofyse. De uitholling onder het achterste gewrichtsuitsteeksel is zeer diep. In de zesde wervel wordt die uitholling door een dikke richel in een groter bovenste en een kleiner onderste deel gesplitst, maar een overeenkomende lamina ontbreekt bij de achterliggende wervels, hoewel bij de zevende en de achtste het onderste deel van de uitholling wat meer verdiept is. De zijuitsteeksels zijn groot met in bovenaanzicht een driehoekig profiel zodat ze lijken op deltavleugels; de parapofysen worden er helemaal door bedekt. Ze zijn iets naar achteren gericht. Bij de zesde wervel zijn hun voorranden en achterranden bijna recht. Bij de achterliggende wervels zijn de voorranden echter vrij sterk bol, de achterranden licht hol. In vooraanzicht liggen de zijuitsteeksels vrij horizontaal, onder een hoek van 75 tot 80°. De zijuitsteeksels dragen de gewrichtsvlakken voor de ribkoppen: de bovenste, de diapofyse, op het uiteinde, de onderste, de parapofyse, op een horizontaal naar buiten uitstekende lange beenstijl op de onderzijde. De diapofysen zijn bij de zesde wervel het grootst en nemen naar achteren gestaag in doorsnede af. De parapofysen bevinden zich een eindje onder het niveau van de zijuitsteeksels. Bij de zesde wervel ligt de parapofyse direct achter de voorrand van het zijuitsteeksel. Bij de volgende wervels schuiven de parapofysen geleidelijk naar achteren totdat ze bij de negende wervel recht onder het midden van het zijuitsteeksels liggen. Aan de parapofyse ontspruiten verschillende richels. Een ervan loopt van het uiteinde van de parapofyse langs de voorrand van het zijuitsteeksel naar het wervellichaam. Een tweede loopt van het midden van de beenstijl van de parapofyse naar de richel die langs de achterrand van het zijuitsteeksel vanuit de diapofyse naar het wervellichaam loopt. Een derde vormt een boog tussen het uiteinde van de parapofyse en de uiterste zijrand van het zijuitsteeksel. De doornuitsteeksels liggen boven de achterste helft van het wervellichaam waarbij de voorkant van hun bases geleidelijk vervloeit met de voorste gewrichtsuitsteeksels. Zowel de voorrand als de achterrand van de doornuitsteeksels hebben verticale groeven, waarvan vooral de bovenkant verruwd is als aanhechting voor de pezen die tussen de wervels lopen. Bij de voorkant van het doornuitsteeksel van de negende wervel is een stuk pees verbeend, alsmede het aan de achterkant van de achtste wervel gelegen stuk van dezelfde pees. Dit is een zeldzaam geval van aantoonbare verstijving van de achterste rug bij theropoden. De uiteinden van de doornuitsteeksels zijn vooraan en achteraan overdwars verbreed, waarbij de achterrand tweemaal de breedte bereikt van de voorrand.
De ribben zijn niet gepneumatiseerd. De onderste ribkop, het capitulum, is robuust en verbreed, maar de bovenste kop, het tuberculum, steekt maar weinig uit ten opzichte van de beenboog tussen beide koppen. De ribschacht hangt in vooraanzicht tamelijk recht af; in zijaanzicht buigt de onderste helft naar achteren en draait daarbij iets over zijn lengteas naar binnen. De voorkant en de achterkant van de schachten hebben opvallende richels, aanhechtingen voor het de ribben verbindende bindweefsel. De richel van de voorkant is hoger dan die van de achterkant. Naar achteren toe hebben de ribben kleinere ribkoppen maar hun tubercula steken sterker af.

## Fylogenie
Dahalokely is door de beschrijvers in de Abelisauroidea geplaatst. Een exacte cladistische analyse had als uitkomst dat het dier daarbinnen een basale positie in de Noasauridae innam. Dit resultaat was echter slecht ondersteund: een enkel extra met de Abelisauridae gedeeld kenmerk zou een positie in juist die groep hebben opgeleverd. Aangezien van Madagaskar abelisauriden bekend zijn en de resten van Dahalokely beperkt, waren de beschrijvers zeer terughoudend het dier als een noasauride te bestempelen. Het is in ieder geval de oudste bekende abelisauroïde uit Madagaskar, twintig miljoen jaar ouder dan eerder benoemde soorten. In die periode was Madagaskar vermoedelijk nog verbonden met India en Dahalokely was in 2013 de enige theropode die uit die fase op het eiland was gevonden.